# Алюмінієва ялинка

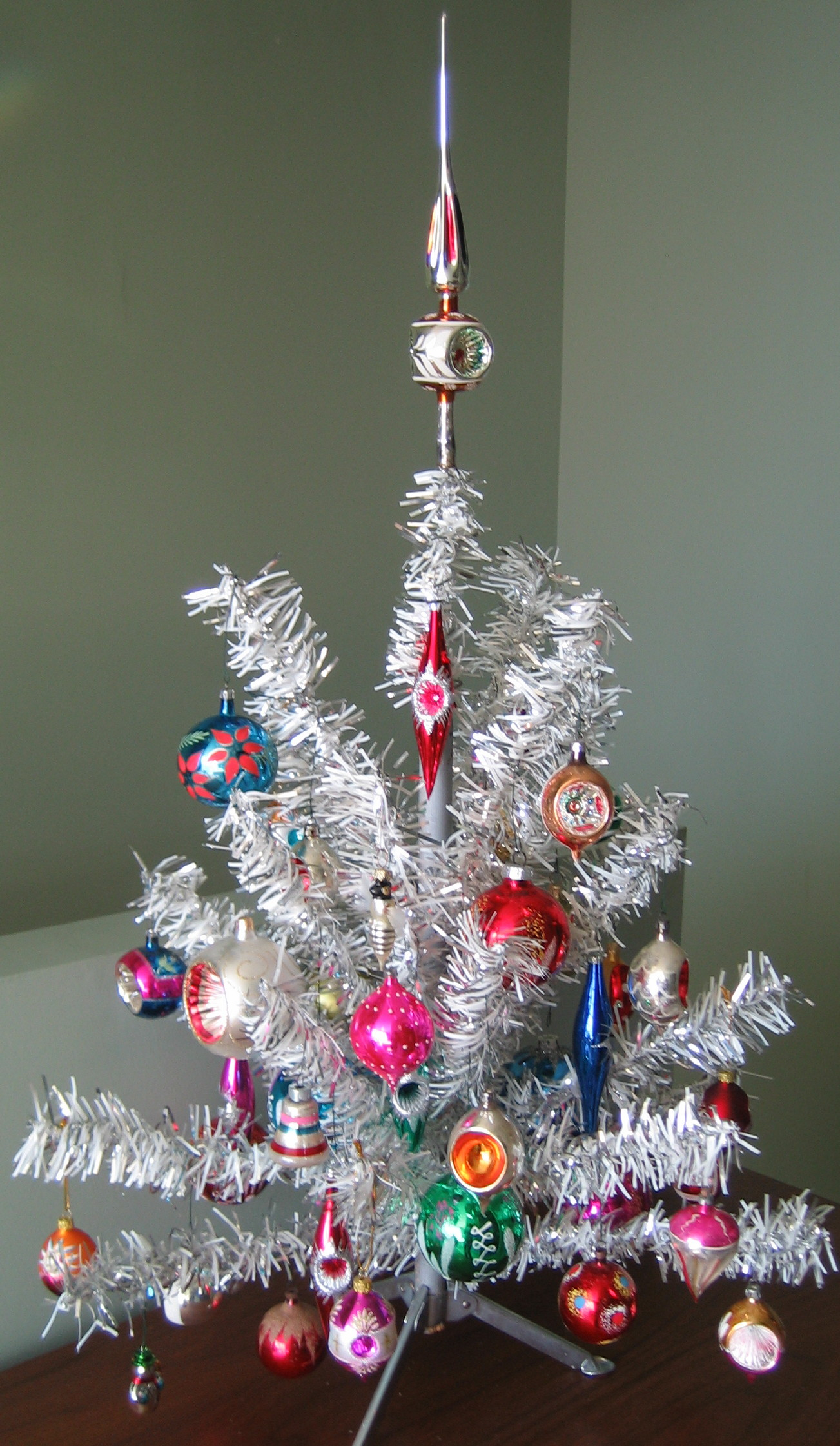
Старовинна алюмінієва ялинка

Алюмінієва різдвяна ялинка — тип штучної ялинки, яка була популярна у США від 1958 року до середини 1960-х років. Як випливає з назви, дерево виготовлено з алюмінію, має голки з фольги й підсвічування знизу за допомогою обертового колірного колеса.
Алюмінієву різдвяну ялинку використано як символ комерціалізації Різдва в телевізійному випуску 1965 «Різдво Чарлі Брауна», який розкритикував її придатність як святкової прикраси. На середину 2000-х років алюмінієві дерева продавались на вторинному ринку, часто зі значною націнкою. Вони також з'явилися в музейних колекціях.

## Історія

### Виробництво
Вважають, що алюмінієві ялинки були першими штучними ялинками не зеленого кольору. Точніше, алюмінієві ялинки були першими не зеленими ялинками, комерційно успішними у великому масштабі. Задовго до того, як алюмінієві ялинки стали комерційно доступними, принаймні до кінця XIX століття, білі «різдвяні ялинки» робили в домашніх умовах, обертаючи смужки бавовняного ватину навколо безлистих гілок. Ці не зелені дерева ідеально підходили для прикраси та не скидали голки. Після Різдва бавовну розгортали й зберігали разом із прикрасами до наступного року, а гілки спалювали чи викидали. Флоковані дерева, справжні або штучні, стали модними серед багатих людей у 1930-х роках і відтоді стали комерційно доступними. У випуску Popular Science за 1937 пропонувалося для покриття різдвяних ялинок розпорошувати алюмінієву фарбу за допомогою пістолета-розпилювача від комах, після чого ялинка виглядала так, ніби її «зроблено з розплавленого срібла».
Алюмінієві різдвяні ялинки, вперше комерційно виготовлені приблизно 1955 року, залишалися популярними до 1960-х років і вироблялися до 1970-х років. Дерева виготовляла компанія Modern Coatings, Inc. з Чикаго. У період від 1959 до 1969 року більшість алюмінієвих різдвяних ялинок виробляла в Манітовоку (штат Вісконсин) компанія Aluminium Specialty Company; того десятиліття компанія виробила понад 1 млн алюмінієвих дерев. Поки виробництво в Манітовоку було активним, дерева, зокрема флагманський продукт компанії Evergleam, продавалися в роздріб по 25 доларів, а оптом — по 11,25 долара.

### Популярність

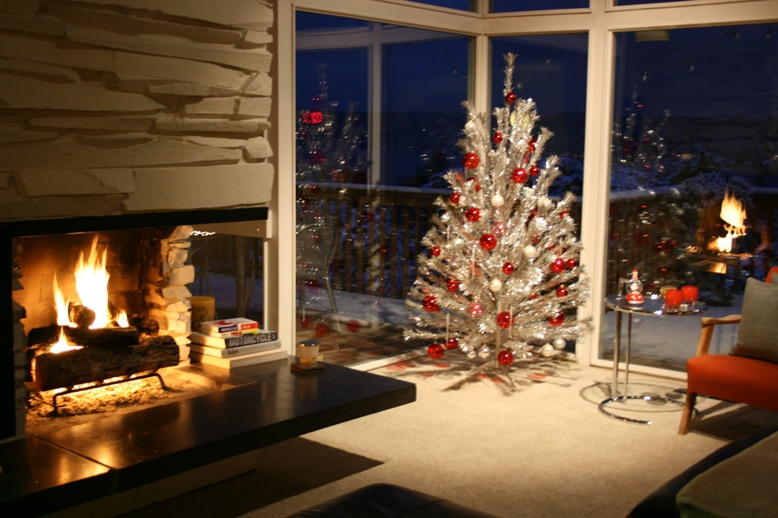
Алюмінієва ялинка на виставці в штаті Вашингтон

Найбільшу популярність алюмінієва ялинка мала в 1960-х роках. Після середини 1960-х прикраса почала втрачати популярність, багато ялинок викинули або відправили в підвали та на горища. Вихід в ефір «Різдва Чарлі Брауна» в 1965 вважають закінченням ери алюмінієвих дерев, і до 1967 вони зовсім вийшли з моди.
У розпал популярності алюмінієвих дерев вони продавалися в каталозі Sears.

### Відродження

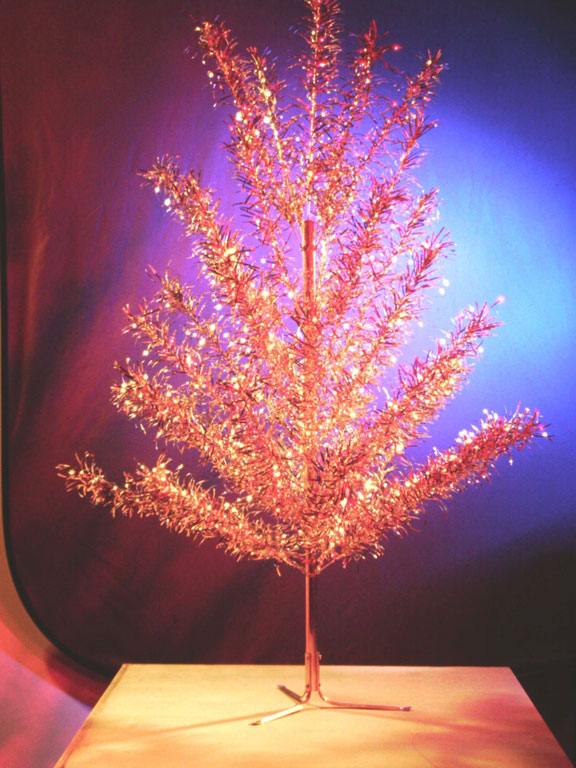
Дерево 1960-х років у колекції Дитячий музей Індіанаполісу

До 1989 нерідко можна було знайти алюмінієві різдвяні ялинки у продажу на гаражних розпродажах або просто на розпродажах усього за 25 центів. На 2020 рік алюмінієва новорічна ялинка знову стала популярною. Дерева купують та продають, зокрема, на онлайн-аукціонах. Рідкісну рожеву алюмінієву ялинку висотою 7 футів (трохи більш як 2 м) 2005 року продано в інтернеті за 3600 доларів.

## Дизайн

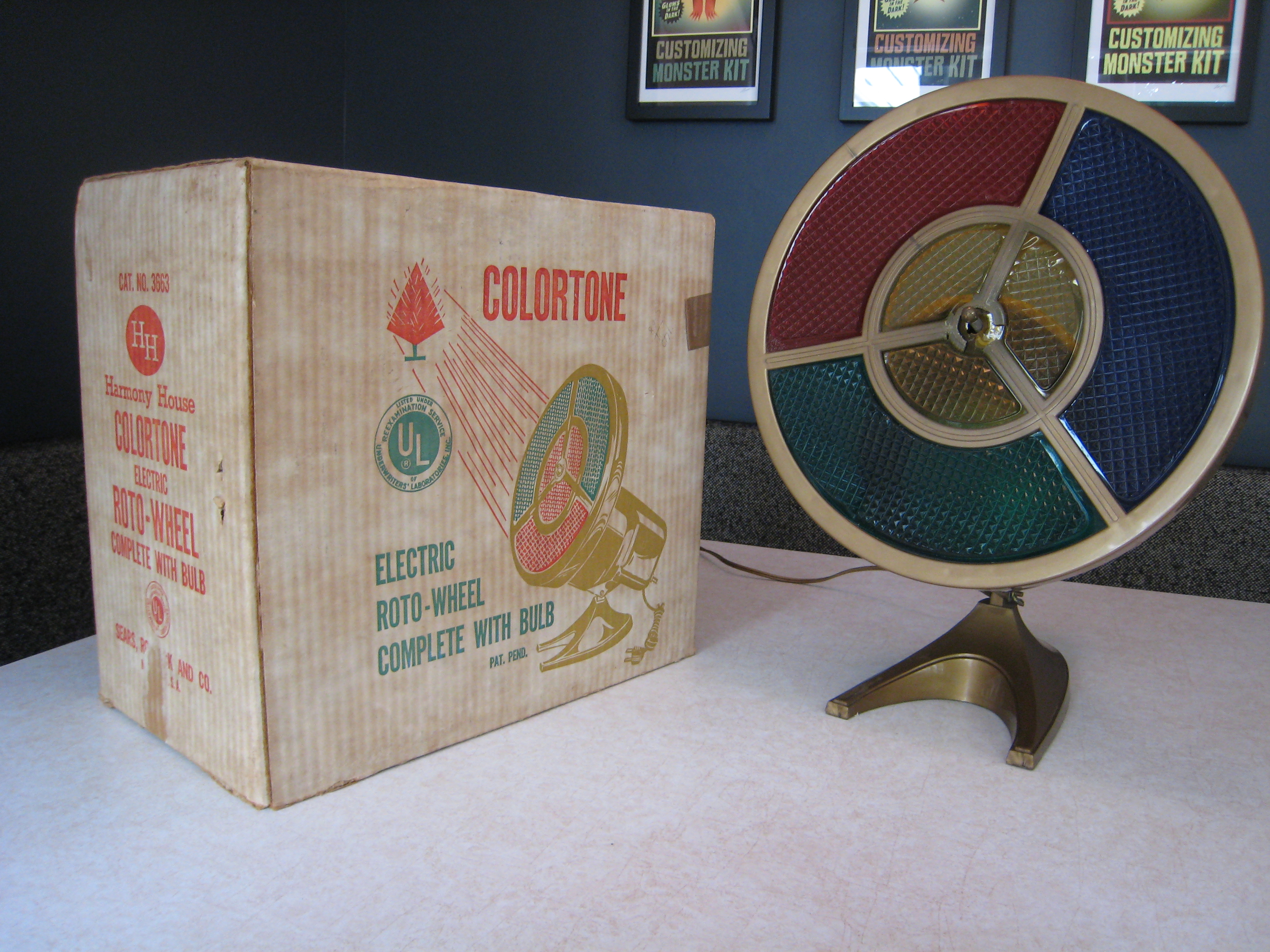
У багатьох алюмінієвих деревах використовувалося обертове колірне колесо, яке проєктувало кольорове світло на дерево з підлоги.

Алюмінієві ялинки складалися з алюмінієвих гілок, прикріплених до дерев'яного або алюмінієвого стовпа. У центральному стовпі були просвердлені отвори під кутом, тому вставлені туди гілки з алюмінієвої фольги утворювали форму дерева. Гілки з фольги також мали плетені алюмінієві голки. На складання дерева витрачалося близько 15 хв.
Перші алюмінієві ялинки не можна було підсвічувати традиційним для натуральних ялинок чи інших штучних дерев способом. З міркувань пожежної безпеки не можна було протягнути гірлянди через гілки дерева, оскільки це могло призвести до короткого замикання. Звичайним методом освітлення було підлогове «колірне колесо», розташоване під деревом. Воно складалося з різнокольорових сегментів на прозорому пластиковому колесі; коли колесо оберталося, світло, що пройшло крізь пластик, підсвічувало металеві гілки дерева. Іноді це видовище доповнювалося обертовою підставкою під ялинку.
Алюмінієві різдвяні ялинки описували як футуристичні, блискучі, в стилі космічної ери. У статті журналу Money, опублікованій на вебсайті CNN 2004 року, дизайн алюмінієвих різдвяних ялинок названо «розумним». У тій самій статті стверджувалося, що коли дерева подолали свій культурний багаж як символ поганого смаку, алюмінієві різдвяні ялинки насправді стали гарним декором. Відчуття «космічності» дерев зробило їх особливо придатними для тогочасного домашнього декору.

## Культурне значення

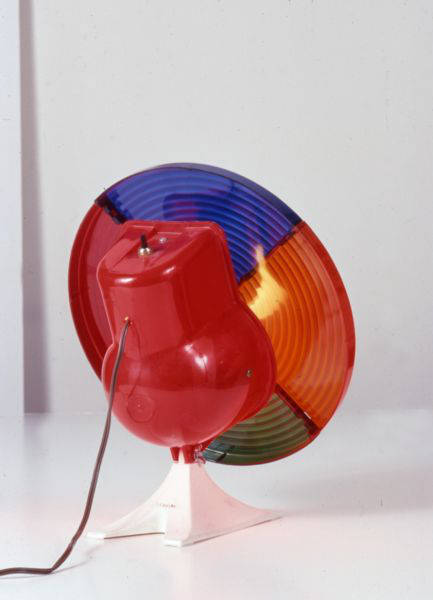
Колірний круг для використання з алюмінієвою ялинкою з колекції Дитячого музею Індіанаполісу.

Алюмінієву різдвяну ялинку використано як символ надмірної комерціалізації Різдва в спеціальному святковому випуску «Peanuts» 1965 року «Різдво Чарлі Брауна». Програму вважають класичною серед різдвяних випусків, і згадка в ній алюмінієвої ялинки зміцнила її легендарний статус, але й висміяла. У спеціальному випуску Люсі ван Пельт благала Чарлі Брауна дістати «велике блискуче алюмінієве дерево … можливо, забарвлене в рожевий колір» для різдвяної вистави гурту. Чарлі Браун поскаржився на комерціалізацію Різдва і, оточений безліччю величезних алюмінієвих дерев (значно вищих, ніж більшість алюмінієвих дерев тієї епохи), купив замість них маленьку натуральну ялинку.
Відродження популярності алюмінієвих різдвяних ялинок дозволило їм потрапити в музейні колекції. Одним із прикладів є Музей алюмінієвої різдвяної ялинки (офіційно відомий як Aluminum Tree and Aesthetically Challenged Seasonal Ornament Museum and Research Center). Музей, розташований у різних місцях у Бреварді або Ешвіллі (Північна Кароліна), Fodor's назвав 2009 року «похідним». Дитячий музей Індіанаполіса зберігає у своїх колекціях старовинну алюмінієву різдвяну ялинку та колірне коло. Історичний музей Вісконсина принаймні двічі проводив виставку Tis the Season, на якій було представлено колекцію старовинних алюмінієвих ялинок.